# Amphisbaena spurelli
Amphisbaena spurelli là một loài bò sát trong họ Amphisbaenidae. Loài này được Boulenger mô tả khoa học đầu tiên năm 1915.